# Émilie de Rodat
Pour les articles homonymes, voir Rodat.
Sainte Émilie de Rodat (château de Druelle, 6 septembre 1787 - Villefranche-de-Rouergue, 19 septembre 1852) est une religieuse française, fondatrice de la congrégation des Sœurs de la Sainte-Famille.

## Biographie

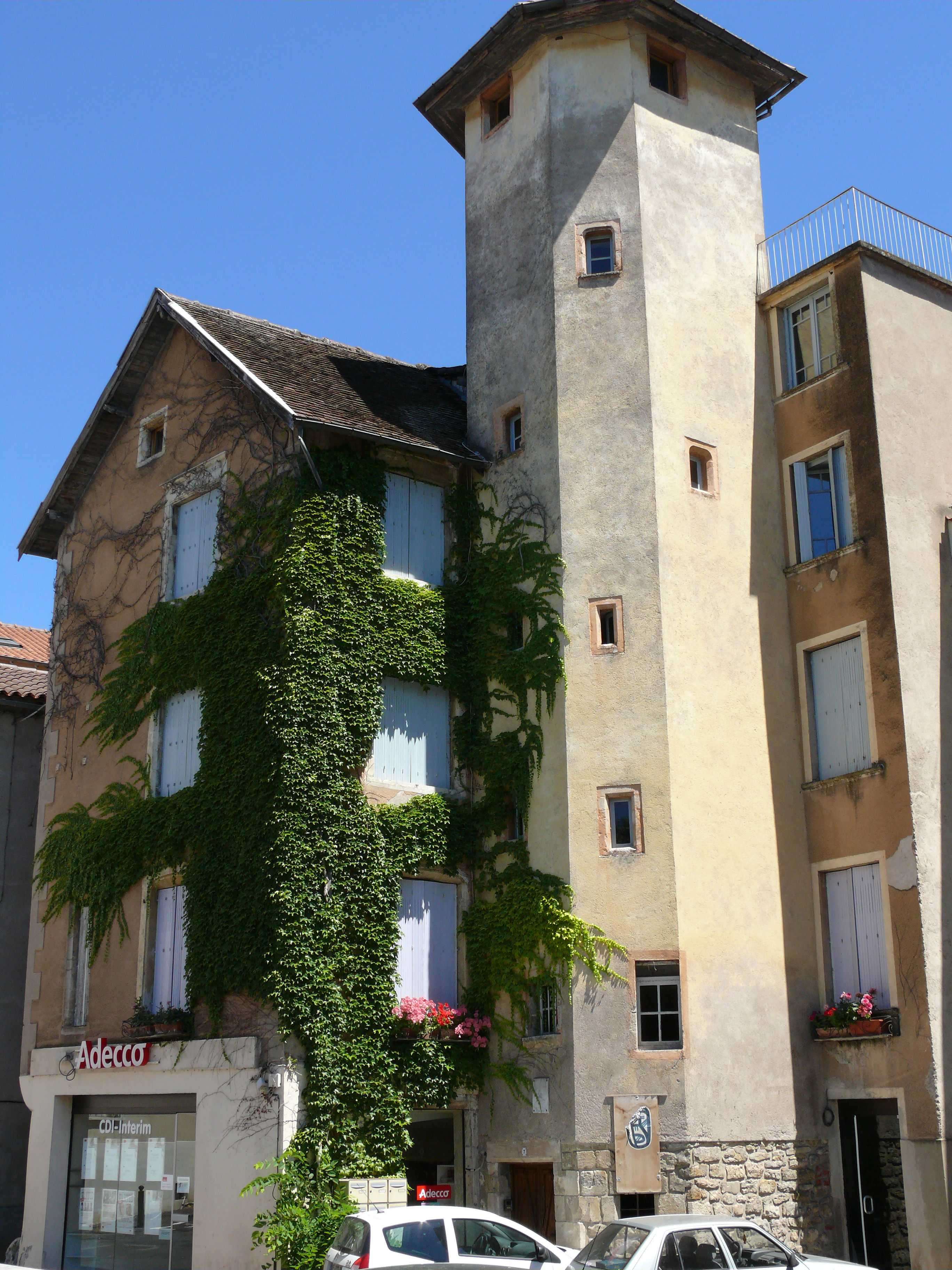
Tour de la maison dans laquelle a été fondée par Émilie de Rodat et trois compagnes l'Institut de la Sainte-Famille, le 3 mai 1816, à Villefranche-de-Rouergue.

Émilie de Rodat est l'ainée de Jean-Louis de Rodat (1761-), trésorier de France en la généralité de Montauban et d'Henriette de Pomayrols, fille de Stanislas de Pomayrols (1736-1802), seigneur de Ginal et de Farrou, capitaine de cavalerie, et de Marguerite Ginestet de Selvès (1742-1831).
Après quatre essais de vie religieuse, tous soldés par un échec, elle rejoint sa grand-mère Agathe de Pomayrols à Villefranche-de-Rouergue (Aveyron) dans une communauté, la maison de Mme de Saint-Cyr, regroupant d'anciennes religieuses dont les couvents avaient été dissous à la Révolution,,.
En 1815, ayant entendu plusieurs mères de famille déplorer la disparition des écoles gratuites des Ursulines pour l'éducation de leurs filles non-instruites, Émilie ouvre une première classe d'école dans sa chambre où s'entassent bientôt quarante élèves. Elle devra émigrer plusieurs fois dans des locaux de plus en plus vastes jusqu'à ce qu'elle puisse acquérir en 1817 l'ancien couvent des Cordeliers,,.
Elle fonde la congrégation des religieuses de la Sainte Famille le 3 mai 1816 avec trois autres jeunes femmes : Eléonore Dutriac, Marie Boutaric, et Ursule Delbreil. La communauté s'agrandit mois après mois. Les unes se vouaient à l'instruction des filles pauvres, les autres allaient soigner les malades à domicile. À sa mort, quarante maisons avaient été fondées dans divers pays,,.
Son confesseur de 1805 jusqu'à 1839 est le chanoine Marty. Vicaire général, cofondateur de la Sainte-Famille, il compta beaucoup dans le parcours spirituel et humain d'Émilie de Rodat.
À partir de 1820, elle connut plus de 20 ans de souffrances morales, déchirée tour à tour par le doute, la désespérance, les tentations, ou s'estimant abandonnée de Dieu. Son amour pour les pauvres et les orphelines, l'appui de son confesseur et ses responsabilités de Mère supérieure l'aideront à traverser tous ses tourments. Son entourage ne s'était jamais douté de cette « nuit de la foi » qu'Émilie vivait. Ce ne fut que dans les derniers mois de sa vie qu'elle recouvra la paix intérieure,,.
Émilie de Rodat dicta son autobiographie à son second confesseur Pierre-Marie Fabre.
Elle meurt le 19 septembre 1852 à Villefranche-de-Rouergue, et est inhumée quatre jours plus tard dans le jardin des Cordeliers, près du petit oratoire de Notre-Dame de La Salette, où des guérisons sont obtenues grâce à son intercession.
Son corps est conservé dans la crypte de la chapelle du couvent de la Sainte-Famille.

## Postérité

### Canonisation et béatification
Son procès de béatification a commencé en 1853. Le miracle nécessaire pour sa béatification se produisit en 1894 lorsque Marie Verdier est guérie d'un cancer incurable. Elle est béatifiée le 9 juin 1940. En 1921, Gabrielle Hambrouche est guérie d'une péritonite suraiguë. Ce second miracle permit sa canonisation par Pie XII le 23 avril 1950. Elle est fêtée le 19 septembre,,.

### Vénération
La fête d'Émilie de Rodat a lieu tous les ans le troisième dimanche de septembre dans la maison de la Sainte-Famille à Villefranche-de-Rouergue. Sa tombe attire tous les jours de nombreuses personnes qui viennent prier la sainte, ou témoigner leur reconnaissance pour des grâces obtenues.

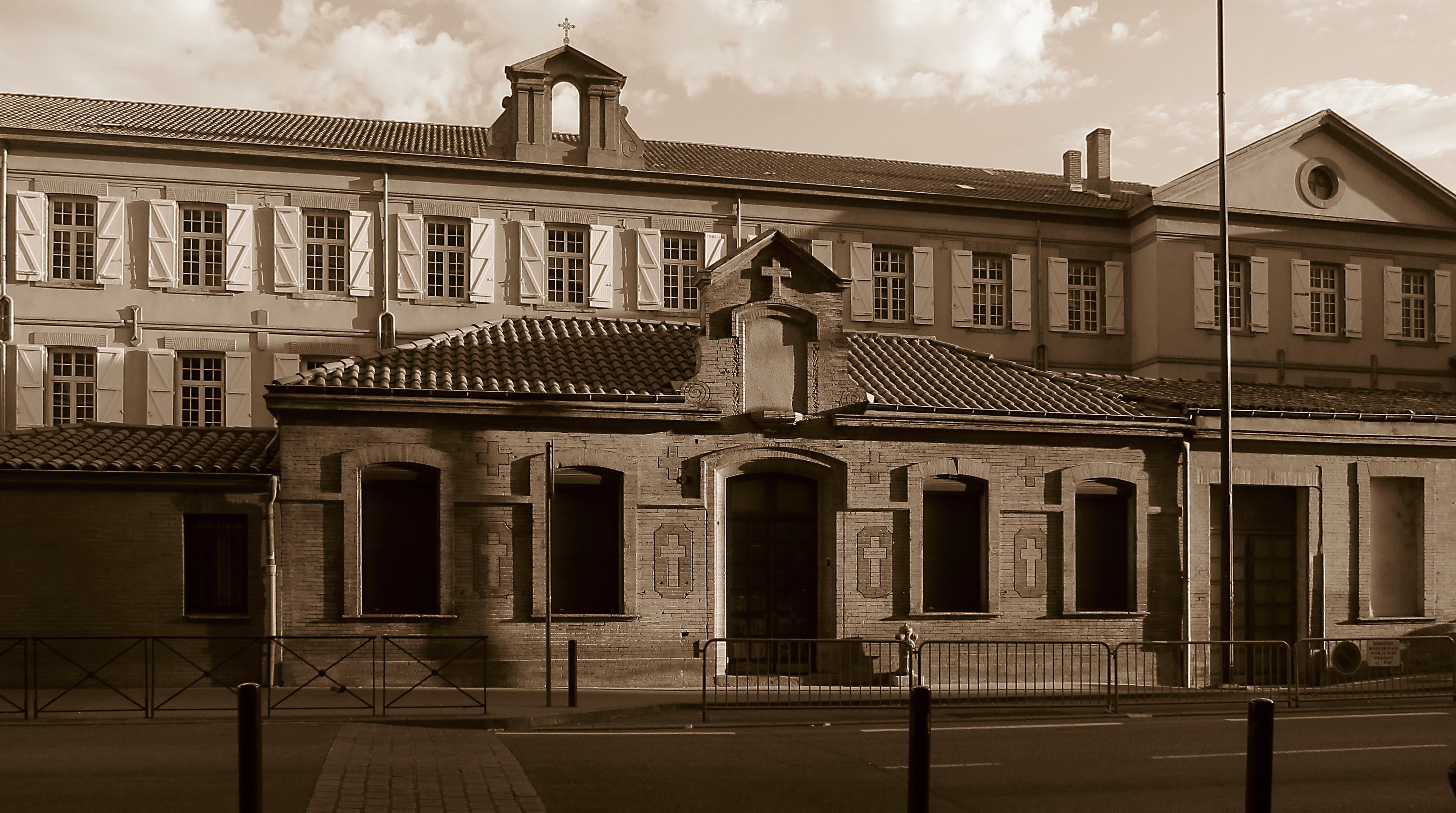
Collège et Lycée Émilie de Rodat à Toulouse

Des rues, dans sa région natale, notamment à Rodez et à Villefranche-de-Rouergue portent son nom, ainsi qu'à Toulouse un foyer de jeunes, rue Saint-Martin-des-Prés et un ensemble scolaire comprenant une école fondée en 1869 par quatre religieuses, un collège et un lycée, avenue de Lombez. Ils dépendent toujours de la congrégation de la Sainte-Famille. Une maison de retraite à Rueil-Malmaison porte son nom.

### La congrégation de la Sainte-Famille
La congrégation de la Sainte-Famille, de droit pontifical, siège à Villefranche-de-Rouergue et elle est présente sur tous les continents.
On compte 280 religieuses en 2020, réparties sur cinq provinces et deux vice-provinces, selon le site de la congrégation.